# کاردک نقاشی
کاردک نقاشی یکی از وسایل هنرمندان نقاش است که از یک تیغه فلزی انعطاف‌پذیر و یک دسته تشکیل شده‌است و همچون ماله‌ای کوچک برای برداشتن و گزاشتن لایه کلفتی از رنگ استفاده می‌شود.

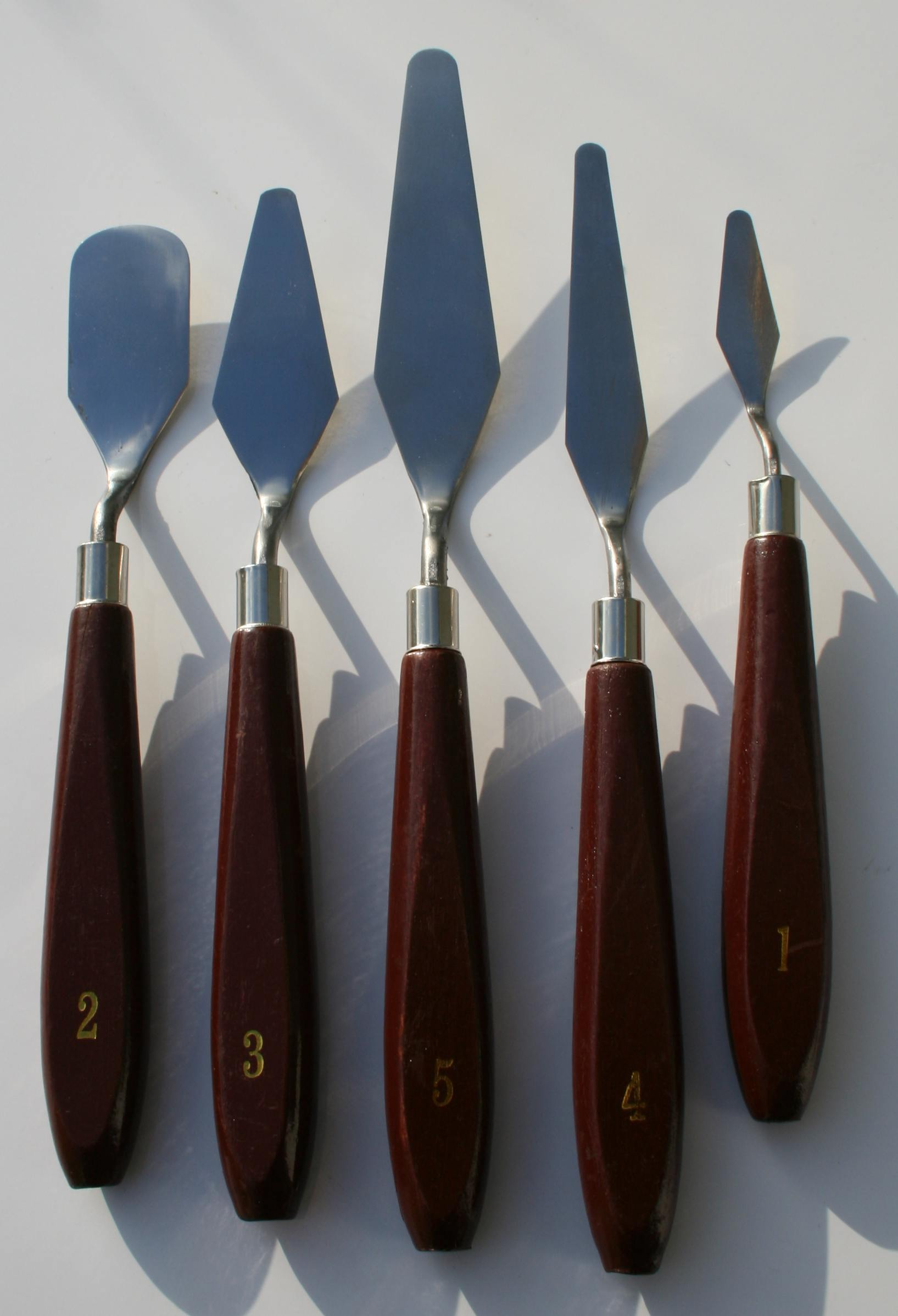
انواع کاردک‌های نقاشی